# 北海道栄養士会
公益社団法人 北海道栄養士会（こうえきしゃだんほうじん ほっかいどうえいようしかい、英称：Hokkaido Dietetic Association）は、北海道の管理栄養士・栄養士免許取得者を構成員とする公益法人。

## 沿革
- 1945年4月：北海道栄養士会 設立[1][2]
- 1984年8月3日：社団法人北海道栄養士会 設立
- 2012年4月1日：公益社団法人北海道栄養士会に移行（公益法人制度改革に伴う移行）